# 斯坦尼斯拉夫·科西奥尔
斯坦尼斯拉夫·维肯季耶维奇·科西奥尔（俄语：Станислав Викентьевич Косиор；1889年11月18日—1939年2月26日），苏联波蘭裔党和国家领导人。曾任乌克兰共产党（布）中央总书记、第一书记。

## 生平
- 1889年11月6日（格里历：11月18日）出生于沙俄谢德尔采省文格鲁夫市的工人家庭。小学毕业进入苏林工厂做工人。多次参与工厂罢工，组织工人革命运动。1907年6月加入俄国社会民主工党（布）
- 1908年-1911年，顿涅茨克—尤列夫斯克金属加工厂党委委员，曾四次被捕。1911年被流放至叶卡捷琳诺斯拉夫省。
- 1912年-1914年，哈尔科夫、基辅、波尔塔瓦等地从事党的地下工作，几度被捕被流放。
- 1915年在莫斯科被捕，被流放到伊尔库茨克省3年。二月革命后获释。
- 1917年4月-10月，俄国社会民主工党（布）彼得格勒市纳尔瓦-彼得霍夫区党委委员。
- 1917年11月-1918年3月，俄国社会民主工党（布）彼得格勒市委执行委员会成员，彼得格勒革命军事委员会，革命保卫委员会委员。
- 1918年3月-4月，乌克兰苏维埃社会主义共和国财政人民委员。
- 1918年4月起负责领导德国占领区乌克兰的地下工作，组织建立了乌克兰共产党。
- 1918年10月-1919年2月，乌克兰共产党（布）第聂伯河右岸地下党委书记，兼任基辅地下省委书记。
- 1919年3月-5月，全乌克兰中央执行委员会主席团书记。
- 1919年5月-12月，乌共（布）中央书记。期间，6月-12月兼任乌共中央委员会前线局主席。
- 1920年3月-11月，乌共（布）中央书记。
- 1920年11月-1921年12月，乌克兰苏维埃社会主义共和国粮食人民委员部部务委员。
- 1921年12月-1922年10月，乌共（布）中央委员会组织指导部部长。期间，1922年6月-10月兼任红军乌克兰军区政治部部长。
- 1922年10月-1925年，俄共（布）中央西伯利亚局书记。1923年，为俄共中央候补委员。1924年，为俄共中央委员。
- 1924年11月-1926年3月，俄共（布）西伯利亚地区党委第一书记。
- 1926年1月-1928年7月，联共（布）中央委员会书记、中央组织局委员。
- 1928年7月-1934年1月，乌共（布）中央总书记。任期内大力推进农业集体化政策，引发了1932-1933年的乌克兰大饥荒。
- 1934年1月-1938年1月，乌共（布）中央第一书记。
- 1938年1月-5月，苏联人民委员会副主席，兼任苏联人民委员会苏维埃监察委员会主席。
- 1938年5月3日以波兰间谍罪名被捕。1939年2月26日被枪决，终年49岁。
- 1956年3月平反，葬于莫斯科顿河修道院公墓。
- 2010年3月，乌克兰基辅法院认定科西奥尔是乌克兰大饥荒的制造者之一，他的纪念碑被拆除。

科西奥尔是俄国社会民主工党（布）6大、俄共（布）7-13大、联共（布）14-17大，第13-17次代表会议代表；第12届中央候补委员，第13-17届中央委员，第15届中央政治局候补委员、第16-17届中央政治局委员；第1届苏联最高苏维埃联盟院代表。

## 荣誉
- 列宁勋章